# Rhinogradentia

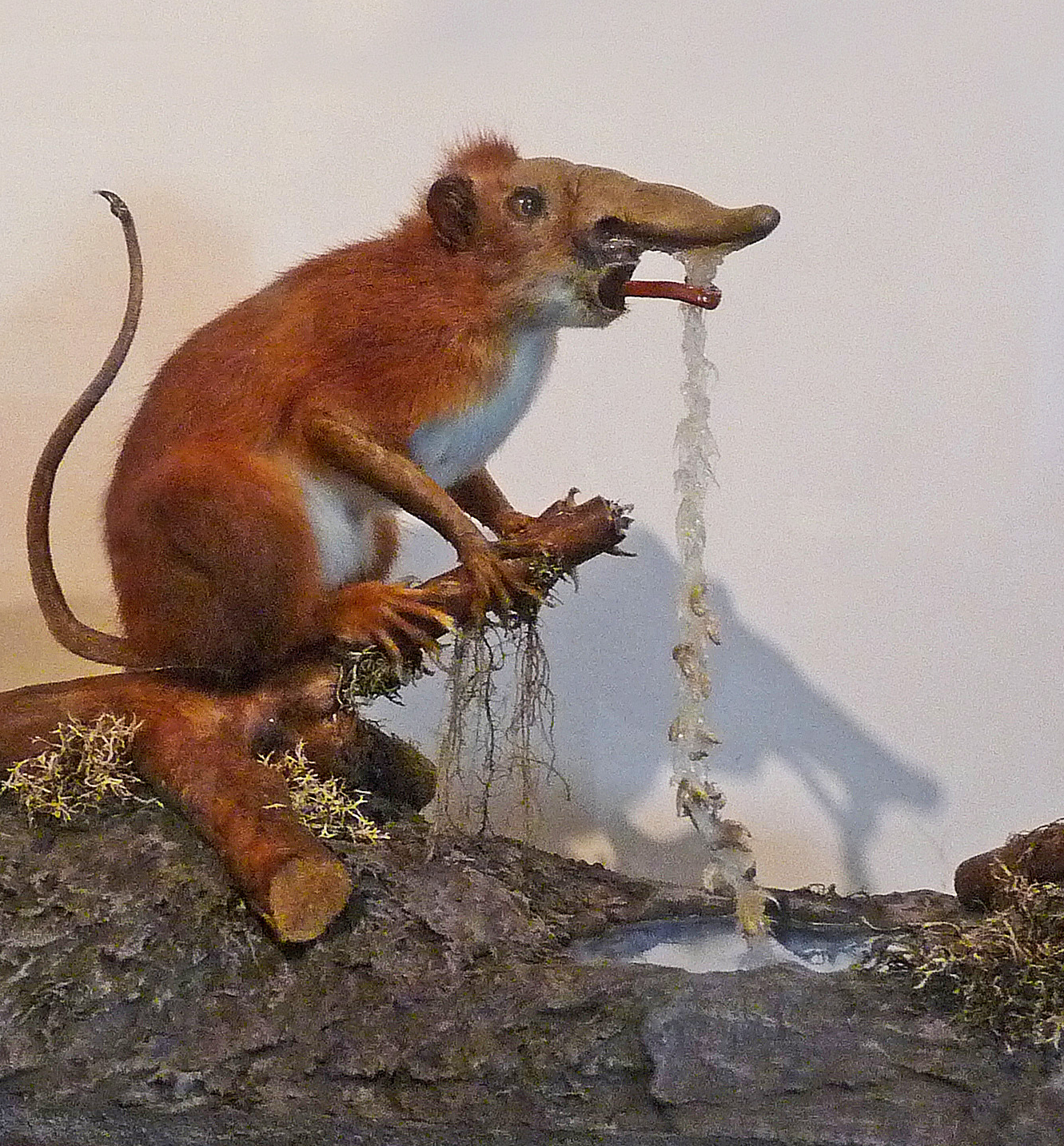
Ein seltenes Präparat eines Rhinogradentiers (Emunctator sorbens, dt.: Schneuzender Schniefling) im Zoologischen Museum der Stadt Straßburg

Die Rhinogradentia (von griechisch rhis Nase und lateinisch gradior schreiten; deutsch Nasenschreitlinge oder Naslinge, englisch Snouters) sind eine fiktive Ordnung der Säugetiere, die als wissenschaftlicher Witz von Gerolf Steiner (1908–2009) (Universität Karlsruhe, Zoologisches Institut I) erfunden und unter dem Pseudonym „Prof. Harald Stümpke“ als Monographie in einem traditionsreichen Fachbuchverlag unter seriösem Label veröffentlicht wurde.
Das Werk ist eng mit dem Zweiten Weltkrieg und der atomaren Bedrohung verknüpft, denn Steiner berichtet, dass der Schwede Einar Petterson-Skämtkwist die Naslinge entdeckt habe, als er 1941 aus der japanischen Kriegsgefangenschaft flüchtete und dabei auf einer Insel in der Südsee landete. Zur Erforschung dieser noch weitgehend unberührten Inseln und ihrer höchst ungewöhnlichen Tierwelt wurde das Darwin Institute of Hi-lay gegründet, dessen Leiter Professor Stümpke war. Die Tatsache, dass das Buch über die exotischen Naslinge erst 1957 erschien ist, erklärte Steiner damit, dass 1945 eine gewaltige Atomexplosion den Archipel mit dem Institut und allen Rhingradentiern vernichtet hatte. Auch Harald Stümpke war unter den Toten, hatte aber das Manuskript des Buches vorher noch bei seinem Kollegen Steiner in Deutschland hinterlegt. Der übernahm die zeitraubende Aufgabe, das Manuskript posthum zu veröffentlichen. Im weiteren Verlauf des Buches „Bau und Leben der Rhinogradentia“ beschreibt Steiner dann die Rhinogradentia als eine real existierende, aber in jüngster Zeit ausgestorbene Säugerordnung, stellt zahlreiche originelle Abbildungen und Grafiken zu Abstammung und Entwicklung vor und unterscheidet sich formal nicht von anderen Fachbüchern. Die Ausführungen sind durch ein Gedicht von Christian Morgenstern inspiriert. Ihnen liegt das von Morgenstern literarisch erfundene Tier „Nasobēm“ zugrunde.
Bald nach der ersten Edition erlangten die Rhinogradentia in Fachkreisen große Beliebtheit und wurden in nachfolgenden Publikationen immer wieder aufgegriffen oder in der Literaturliste erwähnt. Die Monographie ist jedoch vollständig fiktiv und weist keine wahren Bestandteile auf. Sämtliche Behauptungen sind lustig, absurd oder biologisch unmöglich. Das steht im Gegensatz zur streng wissenschaftlichen Aufmachung der ersten Edition, die auch kurzzeitig ernstgemeinte Kritiken fand.
Die Monographie wurde zur Auflockerung von Vorlesungen und zur Darstellung von „Gegenbeispielen“ verwendet. Steiner greift in der Monographie alle wichtigen biologischen Phänomene auf und führt sie dem Leser auf humoristische Art vor. Man erfährt, wie absurd die Tierwelt aussähe, wenn die zoologischen Regelmäßigkeiten in der Natur verletzt würden.

## Systematische Stellung
Es handele sich um eine „sehr wahrscheinlich ausgestorbene“ Ordnung der Säugetiere. Die Kenntnis der Systematik, Anatomie und Ökologie dieser Tiere gehöre jedoch zum „unverzichtbaren Pflichtprogramm“ für jeden Zoologen. Die Rhinogradentia unterlagen auf dem abgelegenen pazifischen Heieiei-Archipel einer evolutionären Radiation, die am ehesten mit den Darwinfinken auf Galápagos oder der Entwicklung der Beuteltiere in Australien verglichen werden kann.

## Merkmale und typische Arten
Charakteristisches Merkmal der Ordnung und wichtigste Autapomorphie ist die vielfältige Ausgestaltung der Nase als Fortbewegungsorgan sowie für andere Zwecke. Sie ist als Musterbeispiel für Homologie und Analogie in der Anatomie und Evolutionsforschung von besonderem didaktischen Wert.
Als ursprünglichste Art wird Archirrhinos haeckelii angesehen, das als lebendes Fossil nach Ernst Haeckel benannt wurde.
Rhinogradentia haben sowohl den Erdboden durch maulwurfsartige Tiere als auch den Luftraum durch Otopteryx volitans erobert. Letztere Art hat, wie der wissenschaftliche Name bereits andeutet, die Ohren zu Flügeln entwickelt. Als Endosymbiont, möglicherweise auch als Parasit gilt die Gattung Remanonasus, die im Original jedoch als darmloser Vertreter des Mesopsammons beschrieben ist. Zwischen Columnifax lactans und Hopsorrhinus mercator gibt es eine ausgeprägte Symbiose. Das größte Landraubtier des Archipels, zugleich der größte Rhinogradentier gehört zur Gattung Tyrannonasus und zeigt ein typisches Raubtiergebiss.
Stümpke beschreibt Tyrannonasus so:
„Tyrannonasus imperator ist aus zwei Gründen besonders bemerkenswert: Das Tier ist, wie alle polyrrhinen Arten, nicht besonders schnell zu Nase, immerhin aber ein hurtigerer Schreiter als die Nasobemoiden. Da nun alle polyrrhinen Arten infolge ihres intranasalen pneumatischen Apparates während des Gehens ein pfeifendes Fauchen vernehmen lassen, das weithin zu hören ist, kann sich Tyrannonasus imperator nicht an seine Opfer anschleichen, sondern muß ihnen - da sie schon von weitem fliehen - zunächst still auflauern und dann nachschreiten. Bei diesem Flucht- und Verfolgevorgang, der auf den Beobachter zunächst wegen des lärmenden Aufwandes und der doch so bescheidenen Geschwindigkeit einen komischen Eindruck macht, muß Tyrannonasus das angestrebte Opfer oft stundenlang verfolgen, um es einzuholen, da Nasobema seinen Lassoschwanz auch zur Flucht verwendet, indem es ihn hochstellt, um Zweige ringelt und sich so über Gräben oder kleine Gewässer hinwegpendeln läßt. Auch dann, wenn der Räuber dem verfolgten Tier schon ganz nah aufgerückt ist, so daß dies ihm durch gewöhnliche Flucht zu Nase nicht mehr entrinnen kann, benutzt Nasobema dieses letzte Mittel oft noch mit Erfolg, indem es - mit dem Schwanz an einem Ast hängend - dicht über dem Boden im Kreise oder in weiten Pendelschwingungen hin- und herschwingt, bis der Räuber bei seinen dauernden Versuchen, die Beute zu haschen, schließlich schwindelig wird und sich erbricht. In diesem Augenblick der Desorientierung des Räubers entweicht dann oftmals das Nasobema.“

## Systematik
Generell werden die Rhinogradentier nach Stümpke in die Familien Monorrhina (Einnasen) und Polyrrhina (Vielnasen) eingeteilt. Stümpke beschrieb bereits folgende 26 Gattungen:
- Monorrhina:

Archirrhinos, Nasolimaceus, Rhinolimaceus, Emunctator, Dulcicauda, Dulcidauca, Columnifax, Rhinotaenia, Rhinosiphonia, Rhinostentor, Rhinotalpa, Enterorrhinus, Holorrhinus, Remanonasus, Phyllohoppla, Hopsorrhinus, Mercatorrhinus, Otopteryx, Orchidiopsis, Liliopsis.
- Polyrrhina:

Nasobema, Stella, Tyrannonasus, Eledonopsis, Hexanthus, Cephalanthus, Mammontops, Rhinochilopus.
Seit Stümpkes bahnbrechendem Werk sind von anderen Autoren drei weitere neue Gattungen beschrieben worden: Larvanasus, Rhizoidonasus und Nudirhinus.

## Forschungsgeschichte (Rhinogradentiologie)
Zwar sei schon Christian Morgenstern – vermutlich durch ein verdriftetes Exemplar – zu seinem Gedicht Das Nasobēm angeregt worden, doch wurden die auf der Südsee-Insel Hi-Duddify (gesprochen „Heidadaifi“) lebenden Tiere erst 1941 wissenschaftlich bearbeitet. Leider sei der gesamte Hi-Iay-Archipel (gesprochen „Heieiei“) einschließlich aller Rhinogradentier 1957 durch eine Atombomben-Explosion untergegangen.
Das klassische und umfassende wissenschaftliche Lehrbuch der Rhinogradentiologie ist Bau und Leben der Rhinogradentia von Prof. Harald Stümpke aus dem Jahre 1957, mehrfach nachgedruckt, zuletzt 2001. Das Buch zählt zu den wenigen modernen Standardwerken der Zoologie, die zunächst auf Deutsch erschienen, bevor sie auf Englisch veröffentlicht wurden.

## Bedeutung im interdisziplinären Kontext
Die Rhinogradentier nehmen seit Erscheinen des Buches in der Zoologie etwa die Funktion ein, die Friedrich Gottlob Nagelmann für die Juristen innehat. Historisch nicht abschließend geklärt ist, ob Nagelmann sich mit den völkerrechtlichen Aspekten der Vernichtung der Rhinogradentia befasst hat.
Für die Bereiche der musikästhetischen und musiksoziologischen Forschung von Belang ist, dass Rhinochilopus musicus aufgrund einer hohen Nasenanzahl einer Orgel geähnelt haben soll und zur musikalischen Begleitung von Festen abgerichtet worden ist. Ein Exemplar war Berichten zufolge sogar in der Lage, zwei Orgelfugen des Musikers Johann Sebastian Bach aufzuführen.

## Nachfolgende Editionen

### Forschung in Mitteleuropa
Nach dem Erscheinen des Buches gab es Hinweise auf Vorkommen von Rhinogradentiern in Deutschland. So veröffentlichte der Verein Jordsand in einer April-Ausgabe der Zeitschrift Seevögel eine Abhandlung über die Beobachtung eines Columnifax lactans im Helgoländer Felswatt. Aus dem Max-Planck-Institut für Limnologie in Plön wurde die Entdeckung einer semiaquatischen Art, Cordorrhinus hydrophilus gemeldet, deren Vorkommen am Plöner See durch ein Zitat von Theodor Fontane erklärt wird. Die Ernst-Moritz-Arndt-Universität Greifswald widmete 2002 in ihrem 5. Curriculum Anatomie und Schmerz dem Thema „Anatomie und Biologie der Rhinogradentia“ einen Sondervortrag.

### Forschung weltweit
Moderne Rhinogradentiologie ist nicht auf Deutschland beschränkt. So veröffentlichte Harold B. White 1993 Untersuchungen zur Molecular Evolution in the Spirit of Snouters. Ein Team französischer Speläologen entdeckte 1999 im Karst fossile Rhinogradentier. Der Gruppe gelang es sogar, ein Foto von Dolichonasus anzufertigen. Ein Vorkommen von Otopteryx volitans wurde aus Wisconsin in den Vereinigten Staaten gemeldet.